# Radlbach (Hürmbach)
Der Radlbach ist ein 5 km langer Wiesenbach im Gemeindegebiet von St. Margarethen an der Sierning, Hürm und Bischofstetten in Niederösterreich. Er ist ca. 50 cm breit und 5 bis 15 cm tief. In ihm leben nur Kleinstlebewesen, keine Fische. Er entspringt in Oberradl, fließt dann durch Mitterradl und Unterradl, bevor er zwischen Strohdorf und Rametzhofen in den Hürmbach mündet.